# Línea L21 (Montevideo)
La línea local L21 fue una línea de transporte local de Montevideo, la cual actualmente se encuentra suprimida. Esto se debió a una reestructura de líneas, implementada tras la pasada emergencia sanitaria por la covid-19. Esta línea unía la Terminal Portones con Bañados de Carrasco en modalidad de circuito.
Esta línea, al igual que la L20, también tuvo diversas modificaciones en su recorrido original. También fue operada por la compañía Cutcsa y la cooperativa Raincoop en conjunto, pero a partir desde martes 14 de junio de 2016, fecha de la disolución de Raincoop, por lo que este servicio pasó a ser brindado únicamente por la empresa Cutcsa.

## Recorrido
- Cno. Servando Gómez
- Cno. Carrasco
- Capri
- Juan Pedro Beranger
- Cooper
- Fedra
- Havre
- Agustín Musso
- Dra M.Saldún de Rodríguez
- Terminal Portones

## Barrios servidos
La línea L21 servía en los barrios Carrasco Norte y Bañados de Carrasco